# HIP 21619
HIP 21619 — звезда в созвездии Тельца. Находится на расстоянии 239,61 световых года (73,5 парсек). Относится к звёздам главной последовательности спектрального класса F.

## Характеристики
HIP 21619 представляет собой звезду спектрального класса F0. HIP 21619 не видна невооружённым глазом, поскольку имеет видимую звёздную величину 7,17. Температура HIP 21619 составляет 7016 кельвинов.